# Iamna, Sofia
Iamna (în bulgară Ямна) este un sat în comuna Etropole, regiunea Sofia,  Bulgaria. 

## Demografie
Componența etnică a satului Iamna
     Nicio identificare (2,48%)
     Bulgari (97,51%)
     Altele (0%)
La recensământul din 2011, populația satului Iamna era de 201 locuitori. Din punct de vedere etnic, majoritatea locuitorilor (97,51%) erau bulgari. Pentru 2,48% din locuitori nu este cunoscută apartenența etnică.